# Медівник брунатний
Медівни́к брунатний (Philemon moluccensis) — вид горобцеподібних птахів родини медолюбових (Meliphagidae). Ендемік Індонезії.

## Поширення і екологія
Брунатні медівники є ендеміками острова Буру в архіпелазі Молуккських островів. Вони живуть в рівнинних і гірських вологих тропічних лісах.